# Libra tornesa
La libra tornesa, tornesa o libra de Tours, (abreviado lt, ₶) es una antigua moneda de cuenta francesa con un valor de 240 dineros o 20 sueldos, acuñada originalmente en Tours y utilizada en el reino de Francia, circuló mucho tiempo también por otros territorios europeos colindantes, reemplazó gradualmente a la libra parisina a partir del siglo XIII pero no se convierte en la única moneda de cuenta hasta 1667. Desapareció con la creación del franco francés en 1795.

## Historia de la unidad de cuenta

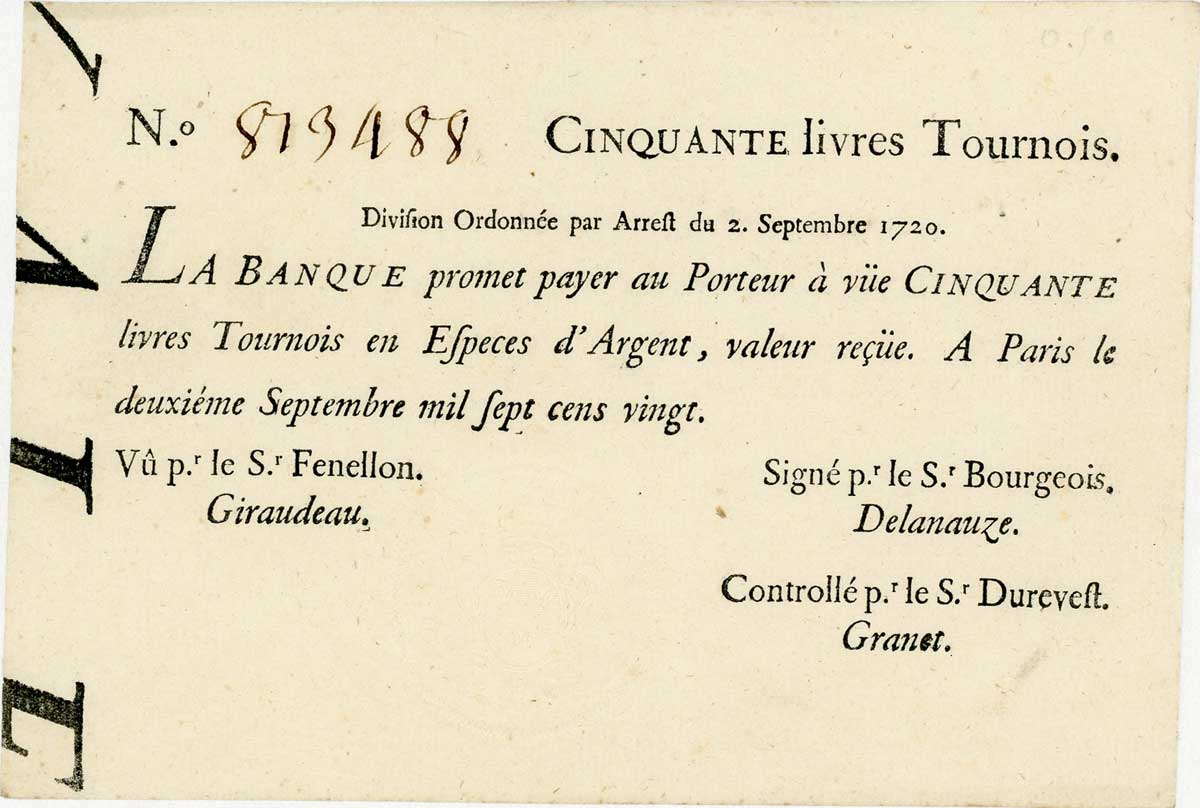
Billete de banco real de torneos de 50 libras fechado el 2 de septiembre de 1720.

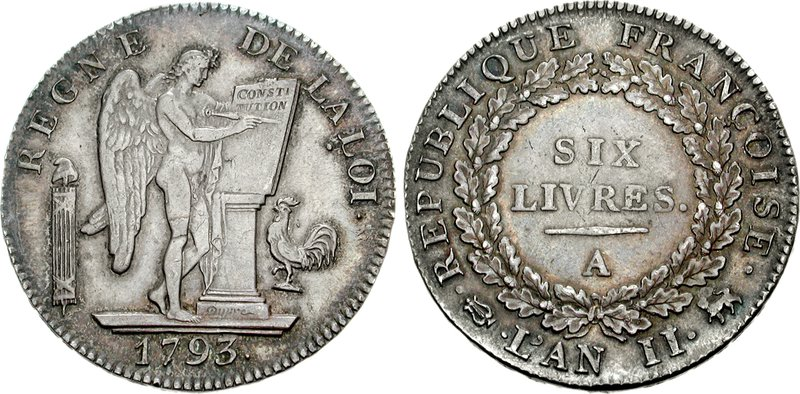
Escudo republicano de 6 livres (1793) con un peso de 29,30 g de plata, acuñado poco antes de la creación del franco.

En la Edad Media, la libra tornesa se utilizó por primera vez en la Abadía de Saint-Martin en Tours, donde se acuñaron los llamados dineros "torneses". También se usa en varios principados, particularmente en Henao y Borgoña. En el reino de Navarra, desde 1244, al menos, será moneda de uso frecuente, especialmente en Ultrapuertos donde, junto con la moneda morlanesa, prevalecía frente a los sanchetes, entonces circulando, y los posteriores carlines navarros acuñados con Carlos II de Navarra y Carlos III de Navarra: «La cotización de la moneda tornesa» era en 1266 «de 7 dineros torneses por 6 sanchetes, o de 9 torneses por 8 sanchetes, como en 1244.»
En 1203, con la unión de Turena a la corona, bajo Felipe II de Francia, se reemplazó a la libra parisina como moneda de cuenta del dominio de la Corona francesa.
En 1262, la reforma monetaria de Luis IX extendió el curso legal de la libra tornesa al reino. La libra de tornesa valía entonces 20 sueldos o groses torneses de 4,22 gramos de plata a 958/1000o, o sea, 20 × 4,044 = 80,88 gramos de plata fina (o aproximadamente 6,74 gramos de oro durante el oro que varía en ese momento alrededor de 12 partes de plata por 1 parte de oro).
Felipe IV de Francia crea los dobles torneses, moneda que se acuñará hasta el reinado de Luis XIII. Seis torneses dobles valen un sueldo tornés de un centavo (12 dineros).
En 1360, se creó el franco a caballo, por valor de una libra tornesa. Acuñada en tres millones de ejemplares, servirá para pagar el rescate del rey Juan II el Bueno.
En 1549 la libra tornesa fue declarada unidad de cuenta con fines contables. Esta real ordenanza fue confirmada en 1602, tras un breve período, entre 1577 y 1602, durante el cual la contabilidad debía llevarse en escudo francés, que era la moneda legal.
En 1667, la libra tornesa suplantó definitivamente a la libra parisina, que siguió utilizándose en algunas regiones del reino.
En 1720, tras la quiebra del sistema de Law, la denominación oficial de la libra tornesa se transforma en libra (0,31 gramos de oro puro).
En 1726, la reforma monetaria de Luis XIV instituyó la libra conteniendo 4,50516 g de plata fina, lo que supuso una importante devaluación con respecto a su valor a finales del reinado de Luis XIII.
En 1795, el franco reemplazó a la libra como unidad de cuenta monetaria.

## Valor

### Moneda de curso legal
La libra tornesa tuvo curso legal fijada por el rey, según la situación económica y las necesidades del tesoro real francés — lo cual se desprende de la comparación de los dos gráficos a continuación.
El valor de una libra se definía en relación con una cantidad (el tamaño) de oro de una pureza determinada (aleación). Por ejemplo, el Real Edicto de 31 de marzo de 1640 fija el valor de 10 libras tornesas en 1 luis de oro de 1/36,25 marcos de oro con una aleación de 22/24 quilates, es decir, 6,19 g (gramos) de oro puro, la moneda de oro de 1 Luis que pesa 6,75 g.
- El tamaño, es decir el peso, se cuenta en marcos (1 marco = aproximadamente 244,75 gramos).
- La aleación o proporción de metal precioso se cuenta en quilates (1 quilate = 1/24).

Por lo tanto, en el momento de su creación, la libra tornesa valía 1/10 x 1/36,25 x 244,75 g x 22/24, o sea, 0,6189 g de oro puro.

### Evolución del curso monetario
Entre 1602 y 1795, los períodos de estabilidad monetaria duplican a los períodos de inestabilidad monetaria (130 contra 63 años).
1602-1630
Período de estabilidad: 1 lt = 0,862 g de oro puro.
1630-1640
Período de devaluaciones: los torneos de la libra es "devaluado por 28% (0,619 g de oro puro en 1640 contra 0,862 g en 1629).
1640-1683
Período de estabilidad: 1 lt = 0,619 g de oro puro.
1683-1720
Período de devaluaciones. La moneda de curso legal de la libra es " devaluado por 80 % entre los edictos de reforma de 1683 y de 30 de julio de 1720: 0,124 g de oro puro frente a 0,619. En 1720, tras la quiebra del sistema de Law, la moneda de curso legal de la libra tornesa se devaluó 50% en siete meses:
- 1 lt = 0,249 g de oro puro el 1 de enero.
- 1 lt = 0,199 g de oro puro el 1 de julio.
- 1 lt = 0,166 g de oro puro el 30 de julio.
- 1 lt = 0,124 g de oro puro el 16 de septiembre.

1720-1726
Período de revaluaciones. La libra tornesa es "revaluado de 151%". Entre el 30 de julio de 1720 y el 26 de enero de 1726: 0,312 g contra 0,124 g de oro puro.
1726-1785
Período de estabilidad: 1 lt = 0,312 g de oro puro.
1785-1795
Período de gran inestabilidad: reforma monetaria de Calonne el 30 de octubre de 1785, rebajando la libra a 0,290 g de oro fino y 4,45 g de plata fina. En 1790, creación de la libra de papel, el asignado, y aparición de un doble tipo de cambio ilegal con las piezas metálicas. Se observa una diferencia de 80 a 100 en 1795 (1 lt de oro vale 80 a 100 lt de papel).
Cambios en los ingresos y gastos de la monarquía de 1600 a 1715 en millones de lt

### Equivalencia actual
La equivalencia entre unidades monetarias del siglo XVII y el XXI plantea cuestiones difíciles de método, a causa de que la naturaleza de los bienes producidos y su costo de fabricación prácticamente no mantienen relación, debido al progreso técnico y los métodos de producción de ciertos productos. A grandes rasgos, y para fijar un orden de magnitud, se puede estimar que una libra tornesa:
- de 1615 equivaldría a 150 francos de 1985;[9]
- de 1684 equivaldría a 15 € de 2002;[10]
- de 1760 equivaldría a 12€ de 2013.[11]

Otros datos relacionados:
- Salario promedio por hora de un trabajador bajo Luis XIV: 1 sueldo 6 dineros (19 lt al mes en promedio);[13]
- Salario diario alrededor de 1750-1780: 1,3 lt;
- Costo de 1 kg de pan en París en 1782: 0,2586 lt;
- Costo de 4 m 2 de espejo de vidrio en 1702: 2450 lt.

Otros datos de comparación (INSEE):
- Costo de 1 kg de pan en París en diciembre de 2013: 2,58 €.

### Abreviatura actual
La abreviatura actual que se encuentra más comúnmente en la literatura de historia económica es "lt". El símbolo "£" debe eludirse para evitar cualquier confusión con la libra esterlina.